# Flamen (religie)

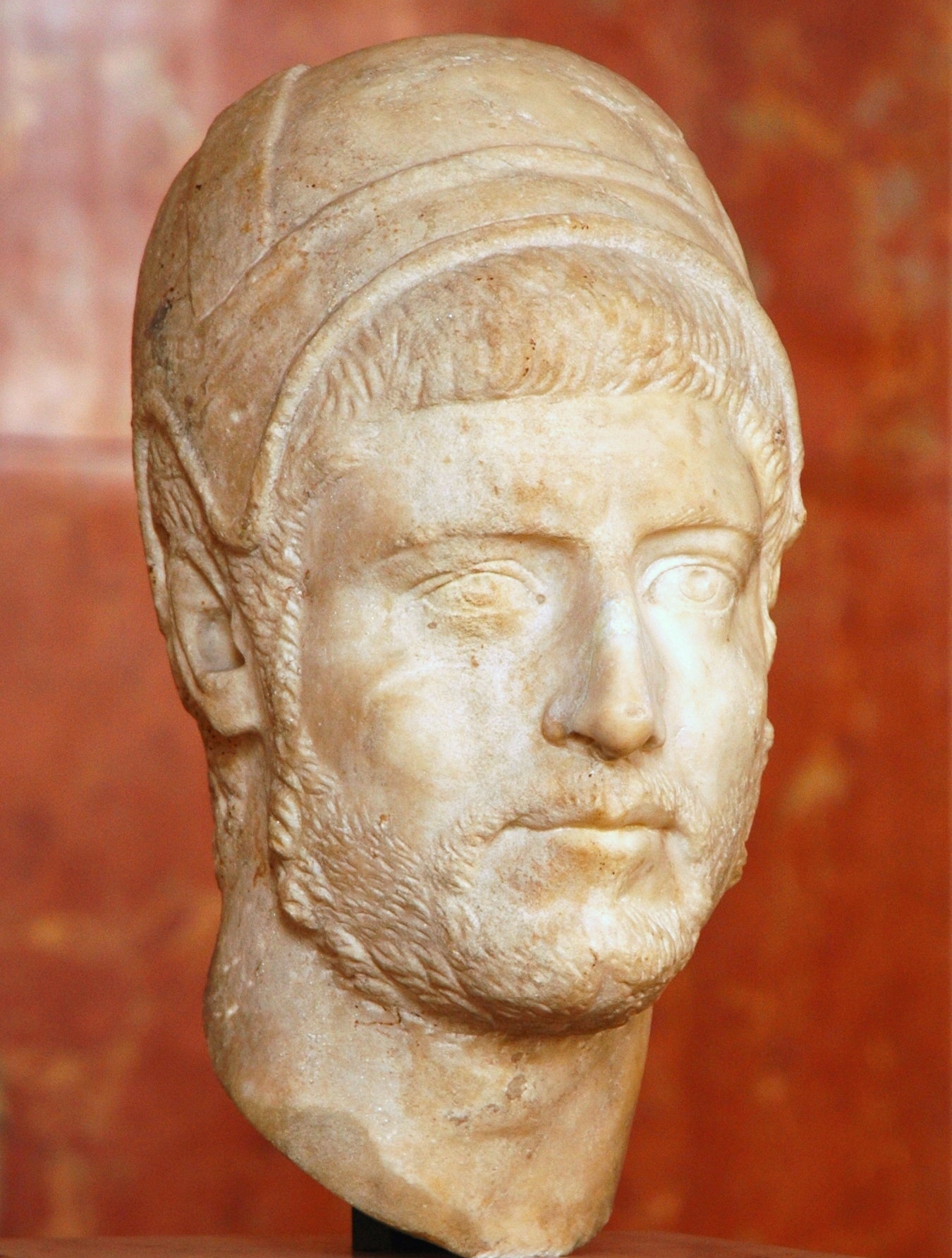
Portret van een flamen in het Louvre. Marmer, ca. 250-260 na Chr.

Een flamen was in de Romeinse tijd een priester toegewijd aan de eredienst van een enkele god. De Flamines werden eerst door de comitia curiata gekozen, weten we van Aulus Gellius, later, na invoering van de lex domitia, door de comitia tributa.
De meest aanzienlijke priesters (flamines maiores) waren:
- Flamen Dialis (Jupiter) (De meest sacrale persoon in Rome)
- Flamen Martialis (Mars)
- Flamen Quirinalis (Quirinus)

De functie werd door Numa ingesteld, aldus de meeste schrijvers. In totaal waren er uiteindelijk vijftien flamines aangesteld. De overige twaalf waren:
- Flamen Volcanalis (Vulcanus)
- Flamen Floralis (Flora)
- Flamen Virbialis (Virbius)
- Flamen Volturnalis
- Flamen Palatualis
- Flamen Furinalis
- Flamen Falacris
- Flamen Carmentalis
- Flamen Laurentialis
- Flamen Lavinialis
- Flamen Lucullaris
- Flamen Pomonalis

Het typische gewaad van een priester bestond uit de apex, een muts met een olijfhouten pin erbovenop, de laena, een wollen band die rond de apex was gewikkeld en een laurierkrans.
Van deze priesters is niet veel bekend, alleen de plichten van de Flamen Dialis zijn uitgebreid beschreven. Hij moest uit een patriciërsfamilie stammen en zijn ouders moesten volgens de oude rite zijn getrouwd (confarreatio). Als er een vacature was werden drie kandidaten genomineerd, waarvan er een werd uitgekozen door de comitia, die captus werd genoemd. Deze werd vervolgens door de pontifex maximus ingewijd, waarna hij niet meer onder gezag van zijn vader viel, recht op een lictor had en de toga praetexta mocht dragen. Tevens had hij zitting in de Senaat.
De Flamen Dialis mocht geen knopen in zijn gewaad hebben, geen ring dragen, tenzij deze glad was en geen edelstenen had, geen eed zweren, zich niet ontkleden in de open lucht, niet onder wijnranken lopen, de stad niet langer dan een dag verlaten, geen paarden aanraken of berijden, geen meel, hond, klimop of geit aanraken of zelfs maar noemen of naar een legerafdeling buiten het pomerium kijken. Ook mocht niemand behalve hijzelf in zijn bed slapen en de doos met offerkoeken mocht onder geen beding in contact komen met zijn bed.